# Stanley Dziedzic

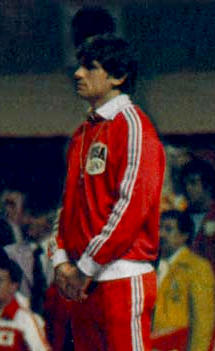
Dziedzic på podium 1976

Stanley Dziedzic, född den 5 april 1949 i Allentown, Pennsylvania, är en amerikansk brottare som tog OS-brons i welterviktsbrottning i fristilsklassen 1976 i Montréal.